# Hippolais
Zarcero es la denominación común de las especies de aves del género Hippolais, antiguamente incluidos en la familia Sylviidae, pero ahora separados en la familia Acrocephalidae. Se los encuentra en Europa, África y Asia occidental.
Se los asocia a los árboles, pero no a los bosques espesos, sino más bien a áreas boscosas abiertas.
Existe evidencia considerable de que sugiere que el género Hippolais es parafilético con respecto a Acrocephalus.
Estudios genéticos indican que el subgénero Iduna es más cercano al género Acrocephalusque a las del subgénero Hippolais, por lo que la filial de los Países Bajos de la Sociedad clasificatoria de Norteamérica lo cambió de género. Una previsión posterior hecha por el Comité de registros de la Unión de Ornitólogos Británicos lo devolvió al género Hippolais, pero haciendo la observación que debían separarse en dos grupos distintos. La retención de Iduna dentro de Hippolais fue hecha porque los estudios tenían baja calidad estadística, y no porque se creyese que la asignación tradicional es correcta, pues no se presentó evidencia que refutara los estudios.
Mark Constantine, aclara en el libro "The Sound Approach to Birding" que, por ejemplo, hay un traslape extenso dentro de los cantos de las especies e ambos géneros, y que vocalmente no existen características que puedan usarse para clasificar una especie en uno de los géneros o el otro. Kenneth Williamson y Hadoram Shirihai, buscan exhaustivamente similitudes entre ambos géneros. Colin Bradshaw ha escrito varios artículos sobre la similitud morfológica entre pares de especies de ambos géneros.

## Taxonomía
- Subgénero Iduna

- - Hippolais caligata
  - Hippolais rama
  - Hippolais pallida
  - Hippolais opaca

- Subgénero Hippolais

- - Hippolais languida
  - Hippolais olivetorum
  - Hippolais polyglotta
  - Hippolais icterina